# Alexander Famulla
Alexander Marian Famulla (* 20. September 1960, als Aleksander Marian Famuła in Lubliniec, Polen) ist ein ehemaliger deutsch-polnischer Fußballtorwart und Torwart-Trainer.

## Karriere
„Oleg“ Famulla wurde bei Sparta Lubliniec ausgebildet. Er spielte 1982 für die polnische U-21-Nationalmannschaft und nahm an der U21-Europameisterschaft teil. Bei der Rückreise seiner damaligen Mannschaft Górnik Zabrze von einer Tour durch Mittel- und Südamerika im Februar 1983 blieb er im Westen (am Frankfurter Flughafen) und beantragte in Deutschland Asyl. Zunächst wohnte er zwei Monate bei einem Schwager in Heidelberg und zog danach zu seiner Schwester nach West-Berlin, wo er vergeblich versuchte als Torhüter beim Berliner Zweitligisten Hertha BSC unterzukommen. Beim SC Paderborn 07 hielt er sich fit.
Seine erste Station nach der Flucht war die SG Heidelberg-Kirchheim, mit der er 1984 den Aufstieg in die damals drittklassige Oberliga Baden-Württemberg schaffte. 1986 trat Famulla die Nachfolge von Bernd Fuhr im Tor des Zweitligisten Karlsruher SC an, stieg mit der Mannschaft unter Winfried Schäfer ein Jahr später in die Bundesliga auf und stand bis 1992 in insgesamt 112 Bundesliga- und 38 Zweitligaspielen für den KSC auf dem Platz. Am 7. Spieltag der Saison 1988/89 wurde Famulla im Auswärtsspiel beim 1. FC Nürnberg von dessen Stürmer Souleymane Sané grob gefoult. Nachdem Famulla den Ball schon sicher unter sich begraben hatte, sprang Sané mit gestrecktem Fuß auf den Kopf des Torhüters, dessen Ohr dabei fast komplett abgetrennt wurde und mit über 20 Stichen wieder angenäht wurde. Am 10. November 1990 machte er in der ersten Halbzeit des Spiels gegen den VfL Bochum bei beiden Gegentreffern eine unglückliche Figur, so dass ihn Schäfer in der Pause gegen den 21-jährigen Nachwuchstorwart Oliver Kahn auswechselte. Der KSC gewann das Spiel mit 3:2 und Kahn löste Famulla als Stammtorhüter des Bundesligisten ab.
Nach anderthalb Jahren als Ersatztorwart beim KSC wechselte er zur Spielzeit 1992/93 zum Zweitligisten FC 08 Homburg, für den er neun Einsätze absolvierte. Nach seinem letzten Spiel am 9. Spieltag war er von Trainer Gerd Schwickert für seine Leistung kritisiert worden und verließ den Verein noch während der Saison.
Famulla beendete seine Karriere bei der SG Heidelberg-Kirchheim und dem VfB Leimen.
Von 2009 bis 2012 war er als Torwart-Trainer der Zweitliga-Frauenmannschaft der TSG 1899 Hoffenheim tätig.

## Erfolge als Spieler
- Meister der Verbandsliga Baden 1983/84 und Aufstieg in die Oberliga Baden-Württemberg mit der SG Heidelberg-Kirchheim
- Vize-Meister der 2. Bundesliga 1986/87 und Aufstieg in die 1. Bundesliga mit dem Karlsruher SC

## Erfolge als Trainer
Meister der Frauen-Regionalliga Süd 2009/10 mit der TSG 1899 Hoffenheim und Aufstieg in die 2. Bundesliga

## Sonstiges
Famulla ist verheiratet.
Legendär ist der (spaßhafte) Ausspruch von Famulla, der in Karlsruhe mit Oliver Kahn um die Torwartposition konkurrierte: „Ich wollte nie ein Zimmer mit ihm teilen, weil ich Angst hatte, er würde mich nachts mit dem Kopfkissen ersticken.“